# 土桥水库 (靖边)
土桥水库是中国陕西省榆林市靖边县境内的一座水库，位于芦河上，建于1968年。水库正常库容为350万立方米，集雨面积为39平方千米，海拔为1274.3米。